# Carlisle United Football Club
El Carlisle United FC es un club de fútbol inglés de la ciudad de Carlisle, en la región Cumbria. Fue fundado en 1904 y en la temporada 2024-25 jugará en la Conference National, la quinta división de Inglaterra. 

## Uniforme
- Uniforme titular: Camiseta azul, pantalón blanco, medias azules.
- Uniforme alternativo: Camiseta amarilla, pantalón amarillo, medias amarillas.

## Jugadores

### Jugadores y exjugadores destacados
- Alan Ashman
- Chris Balderstone
- Peter Beardsley
- Paul Boertien
- Stan Bowles
- Gordon Bradley
- Michael Bridges
- Ivor Broadis
- Tony Caig
- Kevin Gray
- Jimmy Glass
- Steve Harkness
- Bob Hatton
- Karl Hawley
- Billy Hogan
- Matt Jansen
- Ian Stevens
- Paul Reid
- Eric Welsh
- Rory Delap
- Alan O'Brien
- John Gorman
- Hughie McIlmoyle
- Bryan 'Pop' Robson
- Alan Ross
- Bill Shankly
- Zigor Aranalde
- Tom Taiwo

## Entrenadores
| Años      | Mánager                              |
| --------- | ------------------------------------ |
| 1904–1905 | Harry Kirkbride (Mánager-Secretario) |
| 1905–1906 | McCumiskey (Mánager-Secretario)      |
| 1906–1908 | Jack Houston (Mánager-Secretario)    |
| 1908–1910 | Bert Stansfield                      |
| 1910–1912 | Jack Houston                         |
| 1912–1913 | Davie Graham                         |
| 1913–1930 | George Bistow                        |
| 1930–1933 | Billy Hampson                        |
| 1933–1935 | Bill Clarke                          |
| 1935–1936 | Bob Kelly                            |
| 1936–1938 | Fred Westgarth                       |
| 1938–1940 | David Talyor                         |
| 1940–1945 | Howard Harkness                      |
| 1945–1946 | Bill Clarke (Mánager-Secretario)     |
| 1946–1949 | Ivor Broadis                         |
| 1949–1951 | Bill Shankly                         |
| 1951–1958 | Fred Emery                           |
| 1958–1960 | Andy Beattie                         |
| 1960–1963 | Ivor Powell                          |
| 1963–1967 | Alan Ashman                          |
| 1967–1968 | Tim Ward                             |
| 1968–1970 | Bob Stokoe                           |
| 1970–1972 | Ian MacFarlane                       |
| 1972–1975 | Alan Ashman                          |

| Años              | Mánager                              |
| ----------------- | ------------------------------------ |
| 1975–1976         | Dick Young                           |
| 1976–1980         | Bobby Moncur                         |
| 1980              | Martin Harvey                        |
| 1980–1985         | Bob Stokoe                           |
| 1985              | Bryan Pop Robson                     |
| 1985–1986         | Bob Stokoe                           |
| 1986–1987         | Harry Gregg                          |
| 1987–1991         | Clive Middlemass                     |
| 1991–1992         | Aidan McCaffrey                      |
| 1992–1993         | David McCreery                       |
| 1993–1996         | Mick Wadsworth (Director de Mánager) |
| 1996–1997         | Mervyn Day                           |
| 1997–1998         | Michael Knighton                     |
| 1998–1999         | Nigel Pearson                        |
| 1999              | Keith Mincher                        |
| 1999–2000         | Martin Wilkinson                     |
| 2000–2001         | Ian Atkins                           |
| 2001–2002         | Roddy Collins                        |
| 2002              | Billy Barr (Mánager Provisorio)      |
| 2002–2003         | Roddy Collins                        |
| 2003–2006         | Paul Simpson                         |
| 2006–2007         | Neil McDonald                        |
| 2007              | Greg Abbott (Mánager Provisorio)     |
| 2007-2009         | John Ward                            |
| 2009-2013         | Greg Abbott                          |
| 2013-2014         | Graham Kavanagh                      |
| 2014-2018         | Keith Curle                          |
| 2018-2019         | John Sheridan                        |
| 2019 - actualidad | Steven Pressley                      |

## Récords del club

### Colectivos
- Mejor posición en Liga: 22.º en 1st Division (en ese momento se llamaba Level 1) (1974/75)
- Mejor Temporada en FA Cup: Cuartos de final (1974/75)
- Mejor Temporada en Football League Cup: Semifinales (1969/70)
- Mejor Temporada en Football League Trophy: Campeón (1996/97)
- Mejor Temporada en FA Trophy: 5ta Ronda (2004/05)

### Individuales
- Mayor cantidad de goles en liga en una temporada: 42 (Jimmy McConnell)(1928/29).
- Mayor cantidad de goles en liga en total: 126 (Jimmy McConnell)(1928-1932).
- Mayor cantidad de partidos jugados en liga: 466 (Alan Ross)(1963-1979).
- Jugador más veces convocado a una selección nacional: 4 Convocaturas (Eric Welsh/Irlanda del Norte) (1966-1967).
- Mayor cantidad de dinero gastado en una compra: £ 240,000 (Richie Foran)(de Shelbourne FC) (agosto de 2001).
- Mayor cantidad de dinero ingresado en una venta: £ 2.5 millones (Matt Jansen)(a Crystal Palace)(febrero de 1998).

## Rivalidades
Al ser un club de Carlisle (Norte de Inglaterra), está alejado por varios km de otras ciudades, por lo tanto también de otros clubes.
Los aficionados mantienen una rivalidad contra Preston North End, y en menor medida, contra el Workington FC, club más cercano.

## Palmarés
- Football League 3rd Tier: 1

1964–65
- Football League 4th Tier: 2

1994–95, 2005–06
- Conference National
  - Ganador de Playoff (1): 2004–05

- Football League Trophy: 2

1996–97, 2010–11
- Lancashire Combination Division Two: 1

1906–07
- North Eastern League: 1

1921–22
- Cumberland Cup: 8

1989–90, 1992–93, 2001–02, 2004–05, 2007–08, 2010–11, 2011–12, 2012–2013